# Randall Munroe
Pour les articles homonymes, voir Munroe.
Randall Patrick Munroe, né le 17 octobre 1984 à Easton (Pennsylvanie), est un dessinateur américain, créateur de la bande dessinée en ligne xkcd.

## Biographie
Dans son enfance, Munroe est adepte de comic strips, et en particulier de Calvin et Hobbes, auquel il voue un véritable culte,. Après être sorti d'un lycée scientifique et mathématique, il obtient un diplôme en physique à la Christopher Newport University. Il travaille par la suite pour la NASA au Centre de recherche Langley jusqu'en 2006, date à laquelle il travaille à plein temps sur xkcd. L'écriture de ce webcomic constitue aujourd'hui sa seule source de revenus : il vend en effet des produits dérivés d'xkcd sur son site internet. Le webcomic est devenu très populaire, et en octobre 2007, il comptait 70 millions de visites par mois.

## Distinction et récompenses
- 2013 : L'astéroïde (4942) Munroe est baptisé en son honneur par Lewis Hulbert et Jordan Zhu.
- 2014 : Prix Hugo de la meilleure histoire graphique pour Time

#### Ouvrages en anglais
- (en) What If? (1re éd. 2014)
- (en) Thing Explainer (1re éd. 2015)
- (en) How To: Absurd Scientific Advice for Common Real-World Problems (en) (1re éd. 2019)
- (en) What If? 2 (1re éd. 2022)

#### Traductions françaises
- Et si... ? : Les réponses les plus scientifiques aux questions que vous ne vous êtes jamais posées (trad. de l'anglais par Thierry Piélat), Flammarion, coll. « Sciences », 2015 (1re éd. 2014), 304 p. (ISBN 978-2081343016)
- Et comment... ? : 28 recommandations délirantes pour pimenter scientifiquement votre vie (trad. de l'anglais par Sophie Lem), Flammarion, coll. « Sciences », 2020 (1re éd. 2019), 310 p. (ISBN 978-2-0815-1046-3)